# 日高逸子
日高 逸子（ひだか いつこ、1961年10月7日 - ）は、宮崎県串間市出身、福岡県福岡市在住のボートレーサー。日南市ふるさと大使。56期、登録番号3188。
2025年1月時点で現役女子ボートレーサーとして最年長、かつ公営競技女子最高齢勝利の記録保持者。還暦を過ぎても第一線で活躍しており、2024年は女子選手としては20位となる2729万3848円を獲得した。
ニックネームは当初「水上のグレートマザー」だったが、後年は単に「グレートマザー」とも呼ばれるようになっている。

## 経歴
宮崎県都城市生まれ。両親の離婚後、同県串間市で祖父母に育てられた。高校を卒業後、信用金庫に就職したが1年で退職。その後東京へ行き、製菓学校や旅行専門学校に通ったり、旅行会社や喫茶店で働いたりしていたが、そこで競艇選手募集のテレビCMを目にして受験し、本栖研修所での訓練を経て、1985年にデビューした。同期には熊谷直樹らがいる。
- 1985年5月23日から芦屋競艇場で開催された 一般戦でデビュー。
- 1985年7月27日から福岡競艇場で開催された 一般戦で初勝利を飾る。
- 1986年9月20日から徳山競艇場で開催された 一般戦でデビュー1年5カ月で初優出。（6着）
- 1987年5月30日から桐生競艇場で開催された 一般戦でデビュー2年2か月で初優勝。
- 1989年3月2日から多摩川競艇場で開催された G2「第2回女子王座決定戦」で優勝[9]。決まり手は恵まれ。
- 1989年5月13日から芦屋競艇場で開催された G1「周年記念」でG1初出場。
- 1991年3月20日から平和島競艇場で開催された SG「第26回総理大臣杯」でSG初出場。
- 1996年2月9日から大村競艇場で開催された G1「地区選手権」でデビューG1初優出。
- 1996年8月8日、新潟県出身の井上邦博と結婚。邦博は井上を日高に改姓。邦博は引き続き新潟に単身赴任の形で別居。
- 1997年3月7日、長女を出産、これを機に夫の邦博は会社を辞め新潟から福岡に移り逸子と同居を開始して主夫となる。逸子は産後3ヶ月で復帰。
- 1999年7月5日、次女を出産。産後3ヶ月で復帰。
- 2002年10月5日、唐津競艇場で通算1000勝達成。
- 2005年3月1日から大村競艇場で開催された G1「第18回女子王座決定戦」に6日目（最終日）第12R（優勝戦）に進出し、4コースからまくりを決めてG1初優勝[10]。
- 2006年8月29日から桐生競艇場で開催された SG「第52回モーターボート記念」に芦屋競艇場の推薦により出場、同競走の歴史において女子選手が開催施行者以外から初めて推薦された。
- 2006年9月22日から大村競艇場で開催された G1「周年記念」6日目（最終日）第12R（優勝戦）においてフライング[11]、罰則（6ヶ月間のG1への斡旋停止・当時の罰則）により2007年の九州地区選手権、女子王座決定戦などのG1に出場出来なくなった。
- 2006年12月19日から住之江競艇場で開催された SG「第21回賞金王シリーズ戦」に初出場。
- 2008年10月3日、下関競艇場で行われたジュエルセブンカップ（オール女子戦）第12Rで通算1,500勝を達成。
- 2010年4月13日から、徳山競艇場で開催された G1「第11回競艇名人戦」に資格（48歳以上）取得1年目で初出場、ドリーム戦に出走し、優勝戦に進出[12]。（6着）
- 2010年10月21日から福岡競艇場で開催された G1「第57回福岡チャンピオンカップ」で優勝戦に進出[13]。（5着）
- 2012年に2回行われた女子王座決定戦競走において、2回とも優勝戦に進出（第25回は5着、第26回は2着）した。また大村で開催された第1回賞金女王決定戦でも、優勝戦に進出（6着）した。
- 2013年4月21日、琵琶湖競艇場で開催された G1「第14回名人戦において、3年ぶりに優出[14]。（2着）
- 2013年11月29日、日南市ふるさと大使に任命される[15]。ボートレース芦屋にて委嘱任命式が行われ、日南市長崎田恭平から直接委嘱状を受け取った。
- 2014年12月26日からボートレース住之江で行われた第3回クイーンズクライマックスにおいて、優勝戦に1号艇で出場し、1コースからコンマ01のスタートを決め優勝した。決まり手は逃げ。
- 2014年の獲得賞金は4096万円で全選手の中では40位、女子選手の中では1位であった[16]。
- 2015年7月9日、ボートレース浜名湖の一般タイトル戦・初日第8レースを勝利し、女子としては山川美由紀に次いで二人目となる通算2,000勝を達成[17]。
- 2020年前期（5-10月）に3度のフライングを切り長期欠場を余儀なくされ、同年後期（11月-2021年4月）にB2級に転落[2]。一時は引退も考えたというが、2021年2月のボートレース鳴門での開催で復帰。
- 2021年9月27日の自身のブログで、ボートレース戸田の「スポーツ報知サマーカップ」終了後の8月4日に異変を感じ、8月19日の福岡競艇場の「お盆特選レース」終了後に検査を受け、8月30日のボートレース芦屋の「ヴィーナスシリーズ　マンスリーBOATRACE杯」終了後に要再検査との診断を受け、9月7日に結果が判明し9月15日に手術を行う事になった所、9月19日から9月24日までボートレース若松で「GⅢオールレディースJALカップ」に斡旋されていたため、若松での出走後に入院と手術を延期してもらい、入院と翌日9月28日に手術を受けるために休養する事を報告[18]。その後9月29日のブログ更新で、子宮内に腫瘤が見つかり、更に奥にも腫瘤らしき物があるが、子宮内の腫瘤が邪魔で検査が出来ず、子宮体癌の疑いがあるため、開腹手術で子宮全摘出と卵管切除を行った事が報告された。また肉腫は病理検査には出すものの、診断時点では良性とされた。
- 2023年11月30日、ボートレース常滑のオールレディースの初日12Rドリーム戦で転覆して負傷[19]。一時は引退も考えていたというが、翌2024年1月には戦線復帰を果たした。
- 2024年5月22日、ボートレース鳴門の初日5Rで逃げ切って1着となり、山川に次ぐ史上2人目の2500勝女性レーサーとなる[20]。
- 2025年4月9日、長期休養することを表明[21]。

## 成績

### 通算優勝回数
- 76回（女子王座決定戦及び賞金女王決定戦競走での優勝含む）

### G1優勝
- 女子王座決定戦（2005年・大村）
- クイーンズクライマックス（2014年・住之江）

### SG記録
- SG出場回数:41回（歴代1位）
- 同一SG出場:20回（ボートレースオールスター（笹川賞）・女子歴代1位）
- 同一SG連続出場:17年連続（2003年～2019年・ボートレースオールスター（笹川賞）・女子歴代1位）
- SG準優出:4回（女子歴代1位タイ）

### その他タイトル
- 女子王座決定戦（G2）（1989年・多摩川）

### 表彰
- 優秀女子選手（2003年、2005年、2010年[22]、2014年[23]）

## 戦績
- 出走回数：8623回
- 1着回数：2399回
- 優出回数：372回
- 優勝回数：76回
- フライング(F)回数：44回
- 出遅れ(L)回数：5回
- 通算勝率：6.73
- 2連対率：51.22
- 3連対率：68.91
- 生涯獲得賞金：11億4400万3198円（女子歴代1位。2025年4月10日時点）[21]

## テレビ出演
- 福岡にんげん交差点「ママはトップレーサー～競艇選手・日高逸子」（2007年10月5日、NHK総合福岡局） - 家族の姿とともに密着を行ったドキュメンタリー。翌月に『NHKネットワーク54』『九州沖縄アンコールアワー』で他県にも放送された。
- ドラクロワ「偶然が人生を変えた!女性ボートレーサー、人生の転機とは」（2011年10月21日、NHK総合） - ゲスト
- 探検バクモン「水上で戦う女神たち 情熱編」（2015年7月15日、NHK総合） - ゲスト[24]
- 逆転人生「荒波こえて挑み続ける 伝説ボートレーサー」（2021年5月24日、NHK総合） - ゲスト（夫の邦博と共に出演）

## 著書
- 『私は、迷わない。―46歳・現役トップレーサー・母そして妻』（中経出版/2008年6月/ISBN 978-4-8061-3050-5 ）

### 関連書籍
- 『逸子さん、僕が主夫します!―競艇のグレートマザーに恋して』（中日新聞社/日高邦博著/2007年7月/ISBN 978-4806205470）
- 『フルターン　競艇界のグレートマザー日高逸子』（西日本新聞社/田中耕著/2008年4月/ISBN 978-4-8167-0751-3）